# Salganea indica
Salganea indica är en kackerlacksart som beskrevs av Karlis Princis 1953. Salganea indica ingår i släktet Salganea och familjen jättekackerlackor. Inga underarter finns listade i Catalogue of Life.